# Корпус інженерів армії США
Корпус інженерів армії США (англ. United States Army Corps of Engineers, USACE) — рід військ, інженерні війська армії Сполучених Штатів, який виконує три основні сфери застосування: інженерний полк, військове будівництво та цивільні роботи. Повсякденною діяльністю в трьох місіях керує генерал-лейтенант, відомий як командувач/начальник інженерних військ. Начальник інженерних військ командує інженерним полком, до складу якого входять саперні, рятувальні, будівельні, водолазні та інші спеціальні підрозділи, і підпорядковується безпосередньо начальнику штабу армії США. Бойові інженери (сапери), є невід'ємною частиною загальновійськових формувань армії та є в усіх складових американської армії: регулярній армії, національній гвардії та армійському резерві. Їх обов'язки — підготовлювати перешкоди до подолання військами; облаштовувати бойові позиції, стаціонарні/плавучі мости, інженерні перешкоди та оборонні позиції; здійснювати мінування та розміновування визначених районів, рубежів та позицій, проводити операції з розчищення маршрутів (шляхів); установлювати та знешкоджувати мінно-вибухові та саморобні вибухові пристрої, в умовах загальновійськового бою діяти як тимчасова піхота, коли потрібно. Що стосується виконання завдань військової будівельної місії, командувач підпорядковується помічнику міністра армії з інсталяцій, навколишнього середовища та енергетики, якого призначає Президент і затверджує Сенат. Функції військового будівництва стосуються програм будівництва на військових базах, важливих об'єктах та інших інсталяціях по всьому світу.
Армійські цивільні роботи складаються з трьох бізнес-проєктів, дозволених Конгресом: навігація, захист від пошкоджень, спричинених повенями та штормами, і відновлення водної екосистеми. Співробітники цивільних робіт контролюють будівництво, експлуатацію та обслуговування дамб, каналів і систем захисту від повеней у США, а також широкий спектр громадських робіт у всьому світі. USACE нараховує 37 000 цивільних і військових, що робить його одним з найбільших у світі державних інженерних, проєктних і будівельних агентств. Деякі з його дамб, водосховищ і проектів боротьби з повенями також служать громадськими об'єктами відпочинку просто неба. Його гідроелектростанції забезпечують 24 % гідроенергетичних потужностей США. Штаб-квартира Корпусу інженерів армії розташована у Вашингтоні, округ Колумбія, і має бюджет у 7,8 мільярдів доларів (2021 фінансовий рік).